# Некрасов Сергій Володимирович
Сергій Володимирович Некрасов (нар. 29 січня 1973) — російський футболіст, захисник. Відомий вистави для футбольного клубу «Динамо» Москва, який тричі став переможцем чемпіонату Росії, а також переможцем Кубка Росії.

## Кар'єра в національній команді
Зіграно 1 гість товариський матч у Російській збірної 18 листопада 1998 з бразильською національною командою — 1:5.
У 1994—1995, він зіграв 4 ігри для Олімпійської збірної Росії.

## Досягнення
- Чемпіон Росії (1): 1994
- Бронзовий призер Чемпіонату Росії (2): 1993, 1997
- Володар Кубка Росії: 1994/1995
- Фіналіст Кубка Росії (2): 1996/1997, 1998/1999
- У списках 33 кращих футболістів російського чемпіонату (2): № 3 — 1994, 1997